# Jimmy Gauld
Jimmy Gauld (Aberdeen, 9 maggio 1931 – Londra, 9 dicembre 2004) è stato un calciatore scozzese, famoso per essere stato coinvolto nello scandalo del calcio inglese del 1964.

## Carriera
Iniziò la carriera professionistica in Irlanda con la maglia del Waterford United e vinse anche la classifica cannonieri nell'annata 1954-1955 (30 reti segnate).
In seguito si trasferì nel Regno Unito e giocò con le maglie di Charlton Athletic, Everton, Plymouth Argyle, Swindon Town, St. Johnstone e Macclesfield Town, totalizzando 70 reti in 182 partite di campionato.
Nel 1961 si ritirò dal calcio giocato a causa di un grave infortunio.

## Palmarès

### Individuale
- Capocannoniere della League of Ireland: 1

1954-1955